# Sermaise (Essonne)
Sermaise település Franciaországban, Essonne megyében. Lakosainak száma 1606 fő (2022. január 1.). Sermaise Le Val-Saint-Germain, Boissy-le-Sec, Roinville, Saint-Chéron és Villeconin községekkel határos.

## Népesség
A település népessége az elmúlt években az alábbi módon változott:
| Lakosok száma | 1648 | 1644 | 1673 | 1622 | 1611 | 1610 | 1605 | 1594 | 1606 |
|               | 2013 | 2015 | 2016 | 2017 | 2018 | 2019 | 2020 | 2021 | 2022 |